# 影子 (1959年电影)
《影子》（英語：Shadows）是一部即兴创作的电影，探讨垮掉的一代时期纽约的族群关系，约翰·卡萨维兹编导。影片由本·卡拉瑟斯、莱利娅·哥尔多尼、休·赫德和安东尼·雷主演。许多电影评论家认为《影子》是美国独立电影的重要作品之一。1960年影片获威尼斯电影节影评人奖。
片中角色直接以扮演者的名字命名，这些演员多是卡萨维兹的朋友。莱利娅一开始是去参加卡萨维兹办的培训班，后来在电影中演女主角，她在片中认黑人艺术家休作义兄，又与陌生人托尼（安东尼）发生性关系，之后陷于迷惘，休与托尼后来发生矛盾。片中的萨克斯管配乐是由沙菲·哈迪演奏的。